# Vladimir Vyssotski
« Vyssotski » redirige ici. Pour les autres significations, voir Vyssotski (homonymie).

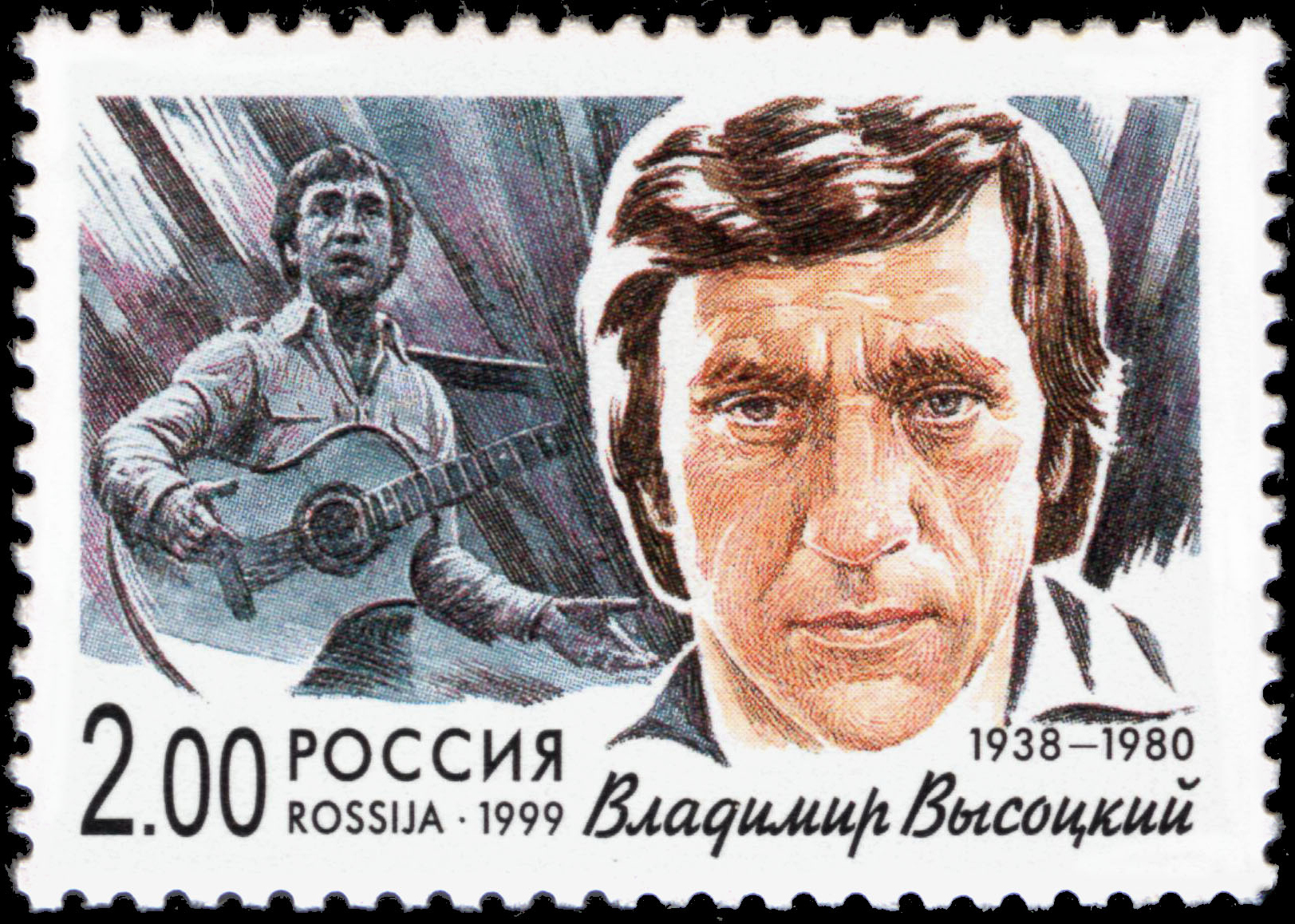
Timbre de la fédération de Russie à l’effigie de Vladimir Vyssotski, émis en 1999, de valeur faciale deux roubles.

Vladimir Semionovitch Vyssotski (en russe : Владимир Семёнович Высоцкий) est un auteur-compositeur-interprète et acteur soviétique de langue russe, né le 25 janvier 1938 à Moscou (Union soviétique), où il est mort le 25 juillet 1980.

## Biographie
Vladimir Vyssotski est né à Moscou le 25 janvier 1938 : d'un père officier supérieur dont l’ascendance paternelle était juive biélorusse et l’ascendance maternelle était juive ukrainienne ; d'une mère russe, interprète d'allemand. En décembre 1946, ses parents divorcent. Au terme d'une enfance en Allemagne de l’Est, il rejoint Moscou, tente des études d'ingénieur en 1955 et commence une carrière d'acteur en 1959, sa seule carrière officielle au début des années 1960, rejoignant le théâtre de la Taganka en 1964.
Parallèlement, il commence à composer des poèmes et des chansons, partiellement politiques, mais généralement simplement « humaines ». Au départ, ces chansons n'étaient pas destinées à un large public, et leur succès fut fortuit. Lors d'une soirée entre artistes, un ami se décide à l'enregistrer. La cassette circule, est copiée, et ce n'est qu'à partir de là qu'il commence sa carrière de chanteur. S'il est reconnu par les autorités soviétiques comme acteur, ses chansons ne seront jamais autorisées (car ne correspondant pas à la politique artistique communiste) et, par conséquent à quelques exceptions près, jamais enregistrées en URSS. Le succès fut immédiat et l'interdiction officielle ne fit qu'accroître l'intérêt. Mais ce qui attirait le plus le public russe était que Vyssotski osait exprimer la vie de ses concitoyens. Malgré les interdictions, circulaient de nombreuses copies illégales de ses chansons, y compris au sein des élites soviétiques, partagés entre rejet et fascination pour ses œuvres parodiques. Quant aux annulations répétées de ses concerts par les autorités, prétextant une hypothétique maladie du chanteur, celui-ci venait les annoncer publiquement sur scène. Malgré tout, des concerts clandestins furent organisés régulièrement. En 1980, le label gouvernemental Melodiya fit paraître Песни (Chansons), un 33 tours à la production soignée avec l'ensemble philharmonique du label [Melodiya Stereo C60-14761.2].
Vladimir Vyssotski tourne dans une trentaine de longs métrages pour le cinéma et la télévision. Il a particulièrement marqué les spectateurs avec son rôle de Gleb Jiglov dans le film culte Il ne faut jamais changer le lieu d'un rendez-vous (1979) de Stanislav Govoroukhine adapté du roman de Gueorgui et Arkadi Vaïner. C'est d'ailleurs l'un des rares films où l'acteur n'interprète pas de chansons. Avec Edouard Volodarski, Vyssotski coécrit le scénario d’un film intitulé Les Vacances à Vienne (Венские каникулы), l'histoire de quatre militaires soviétiques capturés par les Allemands lors de la Seconde Guerre mondiale qui s'évadent la veille de la capitulation du Troisième Reich et vivent toute sorte d'aventures sur l'ancien territoire ennemi. Les auteurs espéraient en tirer un film où Vyssotski pourrait interpréter l'un des héros, mais la censure soviétique ne l'a pas approuvé. Près de quarante ans plus tard, en juin 2017, l'agence de presse RIA Novosti annonce que le réalisateur russe Fiodor Bondartchouk projette le tournage de ce film.

### Le mariage avec Marina Vlady et l'occasion de sortir d'URSS
En 1969, Vyssotski se marie avec l'actrice française d'origine russe Marina Vlady. Celle-ci connaît bien les nuits blanches de Vyssotski, se réveillant, marmonnant quelques mots et se dirigeant vers son bureau pour écrire une nouvelle chanson.
Grâce à son mariage avec Marina Vlady, Vyssotski a l'occasion de sortir d'URSS, de se rendre en France, aux États-Unis ou encore au Mexique en avril 1977, et d'y enregistrer quelques disques, dont l’un est interprété partiellement en français (adaptations par Maxime Le Forestier), paru chez Polydor, mais qui n'a jamais été édité en CD. Comme Alexandre Vertinski un demi-siècle plus tôt, il ne pouvait s'acclimater à un pays étranger, et rentrait rapidement après chaque départ.
D'après les mémoires de Marina Vlady, Vladimir Vyssotski et Mikhaïl Chemiakine rencontrèrent Kalou Rinpoché lors de l'une des visites de ce dernier en France, pour arrêter leur excessive consommation d'alcool. Kalou Rinpoché raconta une parabole bouddhiste supposée avoir permis à Vyssotski et Chemiakine de s'abstenir de boire durant à peine un an.

### Mort et funérailles à Moscou
Le travail constant d'acteur et de chanteur, le manque de sommeil, l'alcool et le tabac ainsi que les interdictions et la non-reconnaissance officielle du chanteur, laissèrent beaucoup de traces. Vyssotski meurt le 25 juillet 1980 d'une crise cardiaque à Moscou à l'âge de 42 ans, en pleine période de Jeux olympiques. Il est enterré dans le cimetière Vagankovo de la ville. Malgré le silence des médias, une foule de près d'un million d'admirateurs lui rendit un dernier hommage lors de son enterrement, probablement la plus importante manifestation populaire spontanée de toute l'histoire de l'Union soviétique.
Certains chanteurs comme Boulat Okoudjava et Youri Vizbor composèrent une chanson d'adieu en sa mémoire. Le chanteur politique polonais Jacek Kaczmarski, qui s'était en partie inspiré des chansons de Vyssotski, rédigea à cette occasion Epitafium dla Włodzimierza Wysockiego (Épitaphe pour Vladimir Vyssotski), et Salvatore Adamo a composé une chanson interprétée en français uniquement en concert, mais traduite en allemand par Rolf Erek (Rudolf Müssig) et qui apparait sur son album Die Liebe Kann Ein Anfang Sein sorti en 1981.

## Discographie

### De son vivant
- Алиса в стране чудес / Alice au pays des merveilles (1977) 2 vinyles
 adaptation d'Alice au pays des merveilles. Paroles et musique de Vladimir Vyssotski
 avec Klara Roumianova, Vladimir Vyssotski, V. Abdoulov.

### Posthume

#### France
- Le Vol arrêté (1981, CD Le Chant du Monde ASIN : B000027JRD)
- Vlady / Vyssotski (1988, CD Le Chant du Monde)
- Le Monument (enregistrements de 1973-1976) (1995, CD Le Chant du Monde ASIN : B000003IBH)

#### Allemagne
- Wir drehen die Erde (1993) (CD)
- Lieder vom Krieg (1995) (CD)

#### Bulgarie
- Автопортрет - Self-portrait (1981, vinyle Балкантон)

#### Russie
Песни (1980, LP Melodiya Stereo C60-14761.2)
- На концертах Владимира Высоцкого / Aux concerts de Vladimir Vyssotski
  - 01, 02, 03... 16 (1986–1990) [12"]
- Lukomoria Bolshe Net Pesni 1967-1968 Godov [CD SoLyd Records - 1995]
- Marina Vlady / Vladimir Vyssotski (1996, CD Melodiya)
- MP3 Kollektsiya: Vladimir Vyssotski [SoLyd Records]
 Enregistrements live et studio
  - Disque 2
  - Disque 3
  - Disque 4 (période 1979–1980) (2002) [CD: MP3 192 kBit/s]

## Liste de chansons
Une même chanson peut - selon les enregistrements ou recueils de textes - porter plusieurs noms (parfois ce sont les premiers mots de la chanson) :
- L'hôpital (Песня о госпитале)
- Le cirque conjugal (dialogue devant la télévision)
- Rue Bolchoï Karetny (Большой Каретный)
- Pour moi
- Le bal à joie
- Pour la première des dix journées qui ébranlèrent le monde
- Magadan (Mon ami partit pour Magadan) (Мой друг уехал в Магадан…) Sur le Goulag
- Sentimental boxeur (О сентиментальном боксёре)
- Vers les sommets (vers les cimes)
- L'inquiétude (le voile déchiré) (Песня беспокойства)
- Zéro-sept (Ноль семь)
- L'étuve chauffée à blanc
- La Chasse aux Loups (Охота на волков)
- Variations sur des thèmes tziganes (Rien ne va) (В сон мне — жёлтые огни…)
- Je n'aime pas (Я не люблю)
- Le chant de la terre
- Lyrique
- Mao Tse Toung est un grand polisson (Мао Цзедун — большой шалун…)
- Troie (Cassandre la prédicatrice) (Песня о вещей Кассандре)
- J'ai lâché la Russie
- Aux poètes (О поэтах)
- Le miroir enfumé
- L'homme infini
- L'horizon
- Je me suis sorti d'une affaire
- La corde raide (le funambule)
- Le silence blanc
- Le long de la Volga notre mère
- Les chevaux rétifs (Кони привередливые)
- Je n'ai jamais cru aux mirages
- Le bouc émissaire (Козел отпущения)
- Le chanteur devant le micro
- J'ai porté mon malheur
- Les cabans noirs (Черные бушлаты)
- Les ponts ont brûlé, les gués se sont creusés
- Un rêve idiot
- Le vol arrêté (la fin du bal)
- L'ornière (Чужая колея)
- Je t'aime dans l'instant
- L'écho fusillé (Расстрел горного эха)
- Quand j'achèverai mon chant
- Le monument (Памятник)
- Je veille
- Les pleurs de Maria (Отчего не бросилась, Марьюшка, в реку ты…)
- Hamlet
- Sans trace ni interdit (Без запретов и следов…)
- La chanson de la Russie
- La ballade de l'enfance (Баллада о детстве)
- La ballade de l'amour (Баллада о Любви)
- La fuite à l'arraché
- La chasse à l'hélicoptère (Охота с вертолётов)
- Mon destin
- Les gauchistes
- Incendies (Пожары)
- Les pommes du paradis (Райские яблоки)
- Mon homme en noir
- Deux prières
- Le dernier poème
- Il n'est pas revenu de la guerre
- Les fosses communes
- Chant de guerre
- Nous faisons le tour de la Terre
- Chanson du pilote
- Chanson sur un ami (Песня о друге)
- Chanson à propos d'une girafe (Песня о жирафе)
- Mon cher Vania, je me balade dans Paris (Ах, милый Ваня! Я гуляю по Парижу…)
- Sauvez nos âmes (Спасите наши души)
- Visite d'une muse ou la chanson de plagiaire (Посещение Музы, или Песенка плагиатора)
- L'Alpiniste (Скалолазка)
- Moscou-Odessa (Москва — Одесса)
- Gymnastique matinale (Утренняя гимнастика)

## Filmographie
- 1959 : Leurs premières amours (en russe : Сверстницы) de Vassili Ordynski (ru) (Mosfilm)
- 1961 : La Carrière de Dima Gorine (en russe : Карьера Димы Горина) de Frounze Dovlatyan (ru) et Lev Mirski (ru)
- 1962 : 713-iy Prosit Posadkou (en russe : 713-й просит посадку) de Grigori Nikouline (ru) (Lenfilm)
- 1962 : Ouvolnenie na bereg (en russe : Увольнение на берег) de Felix Mironer (ru) (Mosfilm)
- 1963 : Chtrafnoï oudar (en russe : Штрафной удар) de Veniamine Dorman (Gorky Film Studio)
- 1963 : Les Vivants et les Morts (en russe : Живые и мёртвые) de Aleksandr Stolper (Mosfilm)
- 1965 : Na zavtrachney oulitse (en russe : На завтрашней улице) de Fiodor Filippov (ru) (Mosfilm)
- 1965 : Notre maison (en russe : Наш дом) de Vassili Pronine (Mosfilm)
- 1965 : La Vivandière (en russe : Стряпуха) de Edmond Keossaian : Andreï, l’accordéoniste
- 1966 : Ya rodom iz detstva (en russe : Я родом из детства) de Viktor Tourov (Belarusfilm)
- 1966 : Sacha-Sachenka (en russe : Саша-Сашенька) de Vitali Tchetverikov (ru) (Belarusfilm)
- 1967 : La Verticale (en russe : Вертикаль) de Stanislav Govoroukhine et Boris Dourov (Studio d'Odessa)
- 1967 : Brèves rencontres (en russe : Короткие встречи) de Kira Mouratova (Studio d'Odessa)
- 1967 : La Guerre sous les toits (en russe : Война под крышами) de Viktor Tourov (Belarusfilm)
- 1968: Interventsia (en russe : Интервенция) de Guennadi Poloka (Lenfilm)
- 1968 : Le Maître de la taïga (en russe : Хозяин тайги) de Vladimir Nazarov (ru) (Mosfilm)
- 1968 : Deux Copains de régiment (en russe : Служили два товарища) de Ievgueni Karelov (ru) (Mosfilm)
- 1969 : Une tournée dangereuse (en russe : Опасные гастроли) de Gueorgui Jungwald-Khilkevitch (Studio d'Odessa)
- 1969 : Bely vzryv (en russe : Белый взрыв) de Stanislav Govoroukhine (Studio d'Odessa)
- 1972 : Le Quatrième (en russe : Четвёртый) de Aleksandr Stolper : journaliste, ancien pilote
- 1973 : Plokhoï khorochy tchelovek (en russe : Плохой хороший человек) de Iossif Kheïfitz (Lenfilm)
- 1973 : Ivan Vassilievitch change de profession (en russe : Иван Васильевич меняет профессию) de Leonid Gaïdaï, le tsar propulsé au XXe siècle écoute effrayé sa chanson Parle avec moi (en russe: Поговори хоть ты со мной) en allumant malencontreusement une radio
- 1974 : Yedinstvennaïa doroga (en russe : Единственная дорога) de Vladimir Pavlovitch (Mosfilm et Titograd Studio)
- 1975 : Yedinstvennaya (en russe : Единственная) de Iossif Kheifitz (Lenfilm)
- 1975 : La Fuite de Monsieur McKinley (en russe : Бегство мистера Мак-Кинли) de Mikhail Schweitzer (Mosfilm)
- 1976 : Comment le tsar Pierre le Grand a marié un Noir (en russe : Сказ про то, как царь Пётр арапа женил) de Alexandre Mitta (Mosfilm)
- 1977 : Ők ketten (en russe : Они вдвоём) de Márta Mészáros (Dialóg Filmstúdió)
- 1979 : Il ne faut jamais changer le lieu d’un rendez-vous (en russe : Место встречи изменить нельзя) de Stanislav Govoroukhine (Studio d'Odessa)
- 1980 : Malenkie traguedii (en russe : Маленькие трагедии) de Mikhail Schweitzer (Mosfilm)
- 1988 : Vyssotski, documentaire (52 min) de Jean-Denis Bonan, diffusion France 3
- 2012 : Vyssotski, merci d'être bien vivant ! (en russe : Высоцкий. Спасибо, что живой) de Piotr Bouslov (ru), film autobiographique relatant une tournée de concerts donnée par Vladimir Vyssotski à Boukhara, RSS d'Ouzbékistan, en 1979

## Hommages

### Hommages en chanson
Yves Desrosiers a consacré à Vladimir Vyssotski un album intitulé Volodia (en russe, Volodia est le diminutif de Vladimir), sorti en 2002 : il est composé d’adaptations en français de textes de Vyssotski, dont certaines sont dues à sa veuve Marina Vlady ; Bïa Krieger et Maxime Le Forestier ont également participé aux adaptations ; ce dernier a notamment adapté en français Le Vol arrêté (La Fin du bal) et Variation sur des thèmes tziganes (Rien ne va), les deux titres que Vyssotski a chantés en français sur un disque du label Polydor, au milieu des années 1970.
Le groupe touvain, Yat-Kha, a repris sa chanson « Chanson à propos d'une girafe » (Песня о жирафе) dans son album Re-Covers, paru en 2005.
Le chanteur Minichilius a repris sa chanson Le Boxeur rêveur en clôture de son premier album J'suis Heureux, sorti en 2006.
Charles Aznavour a interprété la chanson de Vyssotski Les Deux Guitares[Quand ?].
En 2019, les chanteurs Lise Martin et Valentin Vander (ce dernier étant membre du groupe Les Goguettes) ont créé le duo « Presque un cri » pour chanter en français des chansons de Vyssotski.

### Avion de la compagnie Aeroflot
L'Airbus A330 immatriculé « VP-BLY » de la compagnie Aeroflot porte le nom de Vyssotski[réf. souhaitée]. 

### Monuments
Il existe en Russie plusieurs monuments rendant hommage à Vladimir Vyssotski : notamment à l’université pédagogique d'État de l'Altaï, Melitopol, Moscou, Naberejnye Tchelny, Vladivostok, Iekaterinbourg, Rostov-sur-le-Don, au parc central de Kaliningrad.

### Film soviétiqueLa Ballade du vaillant chevalier Ivanhoé
Le film soviétique en langue russe La Ballade du vaillant chevalier Ivanhoé (ru) (The Ballad of the Valiant Knight Ivanhoe), sorti en 1983, contient quatre chansons de Vladimir Vyssotski.

### Mika et Turkka Mali
Un duo de chanteurs finlandais, Mika et Turkka Mali (fi), au cours de sa carrière musicale longue de plus de trente ans, a traduit en finnois, enregistré et, à de nombreuses occasions, chanté publiquement des chansons de Vladimir Vyssotski.

### Musée Vladimir-Vyssotski à Koszalin
Le musée Vladimir-Vyssotski à Koszalin (en) dédié à Vladimir Vyssotski a été fondé par Marlena Zimna (pl) (1969-2016) en mai 1994 dans son appartement, dans la ville de Koszalin, en Pologne. Depuis lors, le musée a rassemblé plus de 19 500 objets provenant de différents pays et contient actuellement des objets personnels, des autographes, des dessins, des lettres, des photographies et une grande bibliothèque contenant des séquences de film uniques, des disques vinyles, des CD et des DVD. La guitare de Vladimir Vyssotski occupe une place particulière dans la collection : l’interprète a donné un concert à Casablanca en avril 1976 ; à cette occasion, Vladimir Vyssotski a présenté cette guitare au journaliste marocain Hassan El-Sayed, accompagnée d'un autographe — extrait de la chanson de Vladimir Vyssotski Que s'est-il passé en Afrique ? — écrit en russe directement sur la guitare.

#### Bases de données et dictionnaires
- Ressources relatives à l'audiovisuel :   - AllMovie
  - Allociné
  - Filmweb.pl
  - IMDb
  - Rotten Tomatoes
- Ressources relatives à la musique :   - AllMusic
  - Discogs
  - Last.fm
  - MusicBrainz
  - Muziekweb
- Ressources relatives au spectacle :   - Les Archives du spectacle
  - Encyclopédie du théâtre polonais
  - Kunstenpunt
- Ressource relative à plusieurs domaines :   - Radio France
- Notices dans des dictionnaires ou encyclopédies généralistes :   - Britannica
  - Brockhaus
  - Den Store Danske Encyklopædi
  - Deutsche Biographie
  - Enciclopedia italiana
  - Encyclopédie de l'Ukraine moderne
  - Hrvatska Enciklopedija
  - Internetowa encyklopedia PWN
  - Nationalencyklopedin
  - Store norske leksikon
  - Treccani
- Notices d'autorité :   - VIAF
  - ISNI
  - BnF (données)
  - IdRef
  - LCCN
  - GND
  - Italie
  - Japon
  - CiNii
  - Espagne
  - Belgique
  - Pays-Bas
  - Pologne
  - Israël
  - NUKAT
  - Suède
  - Australie
  - Norvège
  - WorldCat